# Kausalya
Kausalya (Sânscrito: कौशल्या, kouśalyā), no épico hindu Ramayana, era a mais velha das três esposas do rei Dasaratha e rainha de Ayodhya. Ela era a mãe de Rama.